# Prosopidae
Prosopidae is een uitgestorven familie van de superfamilie Homolodromioidea uit de infraorde krabben en omvat de volgende geslachten: 
- Laeviprosopon  †  Glaessner, 1933
- Prosopon  †  Meyer, 1835
- Protuberosa  †  Schweitzer & Feldmann, 2009